# ProtoStar
A ProtoStar Ltd é uma empresa privada constituída em Bermudas, com operações nos Estados Unidos com base em San Francisco, Califórnia, e operações na Ásia com sede em Singapura. A ProtoStar tinha a intenção de operar uma frota inicial de três satélites geoestacionários. Dois satélites foram adquiridos e lançados. Os principais cliente da ProtoStar, foi a Dish TV India Limited, que é o maior operador de televisão direct-to-home na Índia.

## Falência e leilão
A ProtoStar Ltd entrou com um pedido de proteção do Capítulo 11 de falência no Tribunal de Falências dos Estados Unidos no Distrito de Delaware, em 29 de junho de 2009.
A ProtoStar decidiu e foi feita pelo tribunal de falências para leiloar seus dois satélites para pagar suas dívidas pendentes. O leilão do ProtoStar 1 foi fixado pelo tribunal de falências para 14 de outubro de 2009, No entanto, o leilão foi adiado até o dia 31 de outubro de 2009 com base no interesse de 11 empresas diferentes que operam satélites. O leilão foi ganho pela Intelsat Corp com uma oferta de US $ 210M, batendo o rival europeu a Eutelsat.

## Satélites
| Satélite    | Fabricante               | Data do lançamento  | Veiculo de lançamento | Estado | Nota                                                                        |
| ----------- | ------------------------ | ------------------- | --------------------- | ------ | --------------------------------------------------------------------------- |
| ProtoStar 1 | Space Systems/Loral      | 07 de julho de 2008 | Ariane 5ECA           | Ativo  | Anteriormente também foi denominado de Chinasat 8 e ZX 8. Atual Intelsat 25 |
| ProtoStar 2 | Boeing Satellite Systems | 16 de maio de 2009  | Proton-M/Briz-M       | Ativo  | Ex-Galaxy 8iR. Também conhecido por Indostar 2, Kakrawarta 2 e SES-7        |

## Segmento de controle de solo
O sistema de controle de solo do ProtoStar 1 e está localizado em Singapura e será operado pela Vodafone. O sistema de controle principal para o ProtoStar 2 será instalada na Indonésia e operado pela Indovision, com um sistema de backup integrado ao sistema de controle para ProtoStar 1. Com hardware e software para estes sistemas estão sendo fornecidos pela Integral Systems.

## veja também
- Intelsat
- Lista de empresas operadoras de satélites de comunicações